# Контракт (фильм, 2006)
«Контракт» (англ. The Contract) — фильм совместного производства США и Германии, вышедший на экраны в 2006 году. Из-за присутствия в нём сцен насилия, фильм получил рейтинг R (см. Система рейтингов Американской киноассоциации). Главные роли в фильме исполнили американские киноактёры Морган Фримен и Джон Кьюсак. Съёмки «Контракта» проходили в окрестностях болгарской столицы Софии, городе на северо-западе США Спокане и в Вашингтоне (округ Колумбия).

## Сюжет
Рэй Кин — овдовевший бывший полицейский, ныне работающий спортивным тренером. После смерти жены, отношения Рэя с их единственным сыном-подростком Крисом охладевают с каждым днём. Чтобы как-то исправить эту ситуацию, Рэй организовывает поход по лесу, в который идёт вместе с Крисом. С моста они видят двух тонущих в реке людей, и бегут к берегу, чтобы оказать им помощь. Один из них тяжело ранен, а руки второго скованны наручниками. Раненый показывает Рэю удостоверение работника силовых ведомств и сообщает, что человек в наручниках это Фрэнк Карден — опасный государственный преступник. Он просит Рэя сделать всё возможное, чтобы передать его властям и не дать возможности сбежать, после чего умирает.
Рэй решает выполнить просьбу, но вскоре понимает, что их преследуют сообщники Фрэнка Кардена, которые готовы на всё, чтобы вызволить его. Рэй становится перед выбором: далее рисковать своей жизнью, а главное — жизнью и здоровьем своего сына, ради того, чтобы не дать арестованному сбежать, или отпустить Кардена, в виновности которого он уже начал сомневаться.

## В ролях
| Актёр          | Роль                      |
| -------------- | ------------------------- |
| Морган Фримен  | Фрэнк Карден              |
| Джон Кьюсак    | Рэй Кин                   |
| Джэми Андерсон | Крис Кин                  |
| Элис Криге     | агент Гвен Майлс          |
| Меган Доддс    | Сандра                    |
| Кори Джонсон   | Дэйвис                    |
| Джонатан Хайд  | Тёрнер                    |
| Билл Смитрович | Эд Уэйнрайт (полицейский) |
| Нед Беллами    | Эванс                     |